# Martin Pujs
Martin Pujs je roman angleškega pisatelja Kevina Brooksa, ki je izšel leta 2002.

## Zgodba
Štirinajst letni Martin Pujs živi sam z očetom pijancem. Nekega dne je oče tako pijan da se udari v rob kamina. Zaradi udarca takoj umre. Martin ne pokliče policije. S pomočjo sosede skrije truplo. Pozneje izvejo, da bo Martin dobil veliko količino denarja. Ko se že veseli, da bo pobegnil z denarjem, mu ga soseda, ki mu je prej pomagala, ukrade denar in zbeži.